# Притчино
При́тчино (рос. Притчино) — присілок у складі Щучанського району Курганської області, Росія. Входить до складу Майківської сільської ради.
Населення — 22 особи (2010, 58 у 2002).
Національний склад станом на 2002 рік: росіяни — 76 %, також татари.